# Американское филателистическое общество
Америка́нское филателисти́ческое о́бщество (англ. American Philatelic Society; сокращённо APS) — старейшая и самая крупная национальная организация коллекционеров почтовых марок в США, основанная в 1886 году.

## Описание
Американское филателистическое общество представляет собой крупнейшую некоммерческую филателистическую организацию в мире, которая по состоянию на 2007 год насчитывала почти 44 тысяч членов. Штаб-квартира общества находится в Бельфонте (Пенсильвания). Как члены общества, так и его интересы рассредоточены по всему миру.

## История
Общество было основано 13 сентября 1886 года в Нью-Йорке под названием «Американская филателистическая ассоциация». На следующий день первым президентом ассоциации был избран Джон К. Тиффани. Ассоциация на несколько месяцев получила своё нынешнее имя в 1897 году, но затем вернулась к прежнему названию, и лишь в 1908 году окончательно стала называться так, как называется теперь. Число членов общества превысило 4 тысячи человек в 1940 году. Среди них были президент США Франклин Делано Рузвельт и министр внутренних дел США Гарольд Икес. Общество стало членом Международной федерации филателии в 1947 году.
Штаб-квартира общества долгое время, начиная с 1 апреля 1945 года, размещалась в Стейт-Колледже (Пенсильвания). В 2002 году было принято решение перенести штаб-квартиру в Бельфонт (Пенсильвания), где в июне 2004 года был организован Американский филателистический центр.

## Члены общества
За последние десятилетия наблюдается снижение числа зарегистрированных членов общества. К 1981 году в составе общества насчитывалось более 51 тысячи человек, проживавших в США и в более чем 100 других странах мира. В 2003 году в обществе состояло более 47 тысяч человек, в 2007 году — около 44 тысяч членов.
Членами общества также являются многие коммерческие филателистические дилеры и около 700 местных филателистических клубов. Кроме того, аффилированными членами Американского филателистического общества являются 200 специализированных обществ.

## Филателистические услуги
Американское филателистическое общество оказывает ряд услуг своим членам, включая:
- «The American Philatelist» («Америкэн Филателист») — ежемесячный журнал, издаваемый обществом,
- «StampStore» — приобретение марок в режиме онлайн,
- сеть реализации марок почтой (mail sales[англ.] circuit),
- пользование Американской библиотекой филателистических исследований,
- страхование коллекций марок,
- услуги Американской службы экспертов в области филателии,
- аккредитацию судей для филателистических выставок.